# Mehmet Baturalp
Mehmet Baturalp (Istanbul, 15 settembre 1936 – 9 novembre 2017) è stato un cestista e allenatore di pallacanestro turco.

## Carriera
Con la Turchia ha disputato quattro edizioni dei Campionati europei (1957, 1959, 1961, 1963).
Da allenatore ha guidato la Turchia tre edizioni dei Campionati europei (1971, 1973, 1975).

## Palmarès

### Allenatore
- Campionato turco: 4

İTÜ Istanbul: 1967-68, 1969-70
Eczacıbaşı: 1987-88, 1988-89
- Coppa del Presidente: 1

Eczacıbaşı: 1988